# Physalaemus aguirrei
Physalaemus aguirrei är en groddjursart som beskrevs av Werner C.A. Bokermann 1966. Physalaemus aguirrei ingår i släktet Physalaemus och familjen Leiuperidae. IUCN kategoriserar arten globalt som livskraftig. Inga underarter finns listade i Catalogue of Life.